# Шарите на Лоари
Шарите на Лоари (фр. Charité-sur-Loire) насеље је и општина у источном делу централне Француске у региону Бургоња, у департману Нијевр која припада префектури Кон Кур сир Лоар.
По подацима из 2011. године у општини је живело 5118 становника, а густина насељености је износила 324,33 становника/km². Општина се простире на површини од 15,78 km². Налази се на средњој надморској висини од 199 метара (максималној 215 m, а минималној 153 m).

## Демографија
| 1962. | 1968. | 1975. | 1982. | 1990. | 1999. | 2011. |
| ----- | ----- | ----- | ----- | ----- | ----- | ----- |
| 5.742 | 6.194 | 6.426 | 6.416 | 5.686 | 5.460 | 5.118 |

График промене броја становника у току последњих година